# 友綱部屋

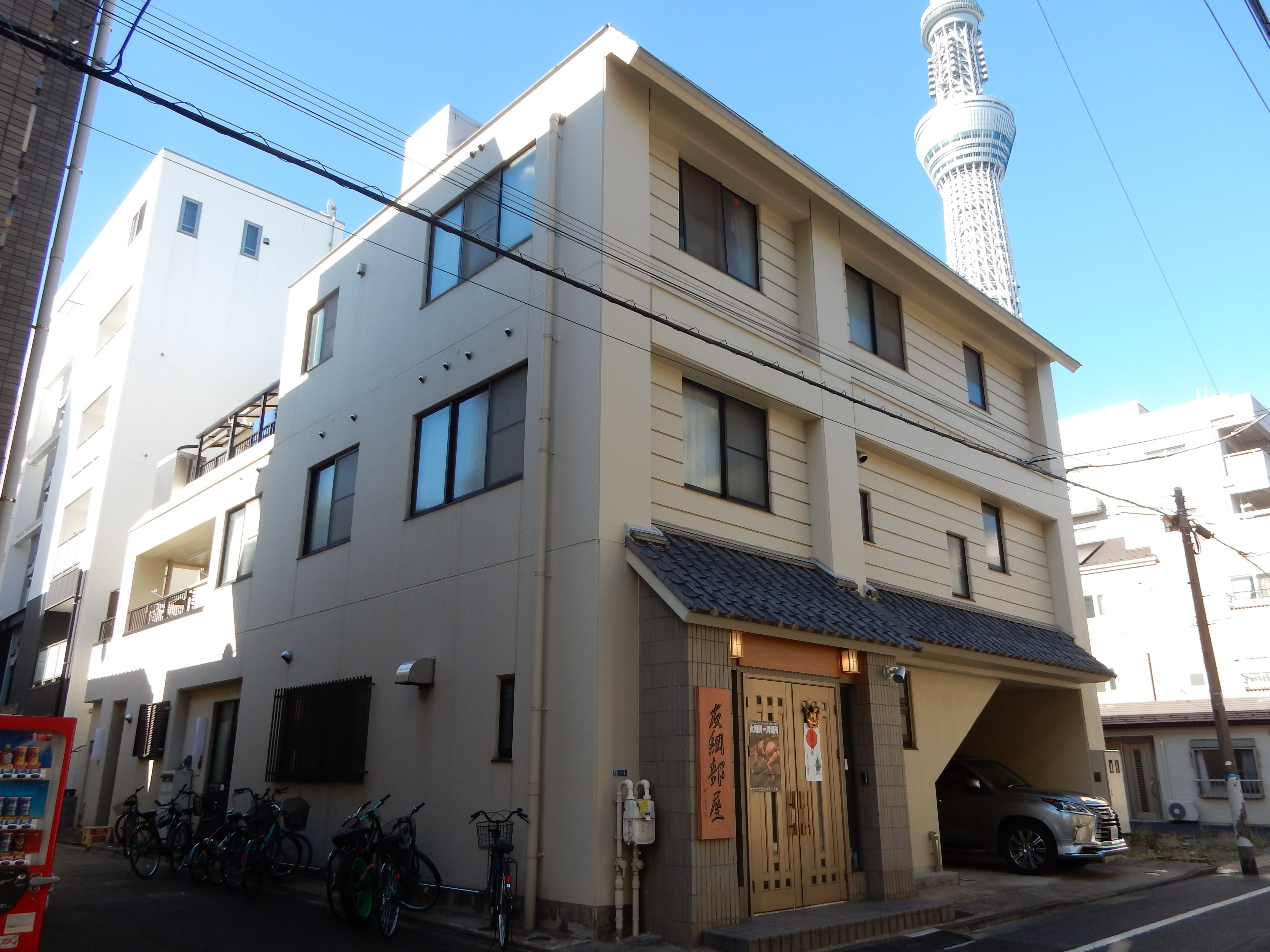
11代時代（2018年）

友綱部屋（ともづなべや）は、かつて日本相撲協会に所属した相撲部屋。ここでは、前身の高嶋部屋についても記述する。

## 歴史

### 高嶋部屋
友綱部屋の前身である高嶋部屋の実質上の初代は、若松部屋を飛び出し独力で部屋を築いた8代高嶋（元幕内・八甲山）である。8代は関脇・輝昇や小結・巴潟などといった関取を育てた。巴潟は7代友綱の養女と結婚し、友綱部屋の後継者として目され、現役時代から友綱部屋に移籍した。
1951年（昭和26年）1月に8代高嶋が死去した時には所属力士の吉葉山は大関に、三根山は関脇に昇進していた。
8代高嶋の死後、1940年の引退後独立して玉垣部屋を興した後、名跡を初代安治川に変更して安治川部屋を経営していた巴潟が9代高嶋を襲名。安治川部屋と合併する形で高嶋部屋を継承した。
その後、吉葉山が横綱に、三根山が大関に昇進した。吉葉山は1958年、三根山は1960年に引退し、それぞれ独立。それぞれの部屋に移籍する者も多かった。

### 友綱部屋
その後、1961年1月に巴潟の岳父である7代友綱が定年退職を迎えると、同年5月に名跡変更して8代友綱を襲名し、同時に部屋名を高嶋部屋から改称する形で友綱部屋を再興した。高嶋の名跡は三根山が継ぎ、熊ヶ谷部屋改め高嶋部屋の看板を掲げた。
1976年3月に8代は停年し、それに伴い、夫人の妹と結婚した2代安治川（元十両・一錦）が9代友綱を襲名して部屋を継承した。9代は先代からの弟子である関脇・魁輝などといった関取を育て上げた。
1989年5月に9代は停年を迎えたため、それに伴い、その娘婿で部屋付き親方である12代高島（元関脇・魁輝）が10代友綱を襲名して部屋を継承した。10代は大関・魁皇や関脇・魁聖などといった関取を育て上げた。
1997年8月には立浪部屋から10代追手風（元幕内・追風山）と12代中川（元幕内・大翔山）が移籍してきたが、2人は1998年2月に互いの年寄名跡を交換した後、同年10月に追風海ら内弟子2人を連れて分家独立する形で追手風部屋を再興している。2004年3月場所後には所属力士不在のために閉鎖された武隈部屋から12代武隈（元関脇・黒姫山）を受け入れた。2005年4月には立浪部屋から11代浅香山（元小結・智乃花）が移籍してきた。2012年4月には師匠の定年退職によって閉鎖された大島部屋から旭天鵬をはじめとする力士・行司らを引き取った。2014年2月には部屋付き親方である15代浅香山（元大関・魁皇）が内弟子2人を連れて分家独立して浅香山部屋を創設した。 
2017年6月12日に10代は停年を迎えるため、前日の6月11日に部屋付きの4代大島（元関脇・旭天鵬）と年寄名跡を交換し、4代大島が11代友綱を襲名して部屋を継承した。旭天鵬が友綱部屋を継承することにより外国出身力士では4人目、モンゴル出身力士では初の部屋師匠となった。また10代友綱は5代大島となり停年後の再雇用制度を利用し友綱部屋の部屋付きとなった。
10代友綱時代は10代の四股名に因んで「魁」で始まる四股名を名乗る力士が多かったが、旭天鵬・旭秀鵬をはじめとする旧大島部屋から友綱部屋に移籍した力士は全員、旧大島部屋在籍時の四股名をそのまま名乗り続けていた。11代友綱時代になると11代の四股名に因んで「旭」で始まる四股名を名乗る力士が増えていった。
2022年2月1日、11代友綱と5代大島は再度年寄名跡を交換した。11代友綱が6代大島を襲名したことに伴い、友綱部屋は61年の歴史に幕を下ろし「大島部屋」へ改称されることになった。大島部屋への改称後については「大島部屋」を参照。

#### 所属力士の2019年新型コロナウイルス感染
2021年1月場所前に、相撲協会が全協会員に実施したPCR検査により、部屋所属力士1人の新型コロナウイルス感染が判明したため、感染は確認されていないが濃厚接触した可能性のある者も含めて、全所属力士と11代友綱、5代大島、18代玉垣、行司2人、床山1人は1月場所を休場することになった。
2月2日に電話取材に応じた11代友綱によると、感染した力士は無症状であった。PCR検査で陽性が判明し、入院までの数日間、部屋で隔離されていた力士は責任を感じるあまり、「かわいそうに、『自分のせいで』と泣いていた」と明かした。集団感染への心配から、買い出しは部屋のおかみが担当し、親方・部屋関係者の子どもも休校させるなどして、外出自粛を徹底。部屋住みでない関係者は、一時出入り禁止の措置を取った。
感染した力士は鍼の治療に行った際に感染したと見られており、その後の後遺症はないという。2月に入ってから稽古を再開しており、「3月場所もあるから不安はあるが。誰でもなるし、責められない」「他のお相撲さんよりも1場所休ませてもらったわけだから。とりあえず3月は、全員勝ち越す気持ちでやらないとねという話はしました」と3月場所に向けての思いを語った。

## 師匠
高嶋部屋時代
- 8代：高嶋純司（たかしま じゅんじ、前4・八甲山、青森）
- 9代：高嶋誠一（たかしま せいいち、小結・巴潟、北海道）

友綱部屋時代
- 8代：友綱誠一（ともづな せいいち、小結・巴潟、北海道）
- 9代：友綱隆登（ともづな たかのり、十両・一錦、青森）
- 10代：友綱隆登（ともづな たかのり、関脇・魁輝、青森）
- 11代：友綱勝（ともづな まさる、関脇・旭天鵬、モンゴル）

## 力士
※大島部屋への改称時点で現役だった力士は、改称時点での最高位を記した。

### 横綱・大関
横綱
- 吉葉山潤之輔（43代・北海道）8代、9代高嶋弟子

大関
- 魁皇博之（福岡）9代、10代友綱弟子
- 三根山隆司（東京）8代、9代高嶋弟子

### 幕内
関脇
- 魁輝薫秀（青森）8代、9代友綱弟子
- 魁聖一郎（ブラジル）10代、11代友綱弟子。大島部屋に引き続き所属。
- 旭天鵬勝（モンゴル）旧・大島部屋から移籍。10代友綱弟子
- 輝昇勝彦（北海道）8代・9代高嶋弟子

小結
- 巴潟誠一（北海道）8代高嶋弟子

前頭
- 旭日松広太（前11・千葉）旧・大島部屋から移籍。10代、11代友綱弟子
- 梅錦寅之介（前20・青森）8代、9代高嶋弟子
- 王湖伊津男（前14・北海道）9代友綱弟子
- 大浪妙博（前3・秋田）8代高嶋弟子
- 神錦國康（前5・青森）8代、9代高嶋弟子
- 旭秀鵬滉規（前4・モンゴル）旧・大島部屋から移籍。10代、11代友綱弟子
- 旭大星託也（前8・北海道）旧・大島部屋から移籍。10代、11代友綱弟子。大島部屋に引き続き所属。
- 戦闘竜扁利（前12・アメリカ）9代、10代友綱弟子
- 大刀光電右エ門（前15・千葉）9代、10代友綱弟子
- 羽子錦徳三郎（前10・兵庫）9代高嶋→8代友綱弟子
- 福ノ里牛之助（前13・福岡）旧・宮城野部屋から移籍。9代高嶋弟子。吉葉山道場に移籍。
- 松前山熊義（前1・北海道）8代高嶋弟子
- 芳野嶺元志（前8、青森）8代高嶋、9代高嶋→8代友綱弟子

### 十両
- 青ノ海勇三（十6・青森）9代高嶋→8代友綱弟子
- 一錦周之助（十7・青森）8代、9代高嶋弟子
- 伊勢錦貫二郎（十12・三重）8代、9代高嶋弟子
- 魁道康弘（十4・東京）10代友綱弟子
- 大龍隆寛（十6・三重）8代友綱弟子
- 津軽冨士節三（十13・青森）8代、9代高嶋弟子